# Erkan Kaş
Erkan Kaş (Niksar, 10 settembre 1991) è un calciatore turco, difensore del Çorum.

## Caratteristiche tecniche
È un terzino sinistro.

## Carriera

### Club
È cresciuto nelle giovanili del Beşiktaş.
Ha esordito il 17 ottobre 2010 con la maglia del Çaykur Rizespor in un match vinto 1-0 contro il Giresunspor.

## Statistiche

### Presenze e reti nei club
Statistiche aggiornate al 30 gennaio 2017.
| Stagione               | Squadra                | Campionato             | Campionato | Campionato | Coppe nazionali | Coppe nazionali | Coppe nazionali | Coppe continentali | Coppe continentali | Coppe continentali | Altre coppe | Altre coppe | Altre coppe | Totale | Totale | Totale |
| Stagione               | Squadra                | Comp                   | Pres       | Reti       | Comp            | Pres            | Reti            | Comp               | Pres               | Reti               | Comp        | Pres        | Reti        | Pres   | Reti   |        |
| ---------------------- | ---------------------- | ---------------------- | ---------- | ---------- | --------------- | --------------- | --------------- | ------------------ | ------------------ | ------------------ | ----------- | ----------- | ----------- | ------ | ------ | ------ |
| 2010-2011              | Çaykur Rizespor        | 1L                     | 23         | 0          | CT              | 0               | 0               |                    | -                  | -                  |             | -           | -           | 23     | 0      |        |
| 2011-2012              | Çaykur Rizespor        | 1L                     | 31         | 2          | CT              | 3               | 2               |                    | -                  | -                  |             | -           | -           | 34     | 4      |        |
| Totale Çaykur Rizespor | Totale Çaykur Rizespor | Totale Çaykur Rizespor | 54         | 2          |                 | 3               | 2               |                    | -                  | -                  |             | -           | -           | 57     | 4      |        |
| 2012-2013              | Beşiktaş               | SL                     | 9          | 0          | CT              | 3               | 0               |                    | -                  | -                  |             | -           | -           | 12     | 0      |        |
| 2013-2014              | Karabükspor            | SL                     | 30         | 0          | CT              | 4               | 1               |                    | -                  | -                  |             | -           | -           | 34     | 1      |        |
| 2014-2015              | Karabükspor            | SL                     | 22         | 2          | CT              | 7               | 0               | UEL                | 4                  | 0                  |             | -           | -           | 33     | 2      |        |
| Totale Karabukspor     | Totale Karabukspor     | Totale Karabukspor     | 52         | 2          |                 | 11              | 1               |                    | 4                  | 0                  |             | -           | -           | 67     | 3      |        |
| 2015-2016              | Sivasspor              | SL                     | 13         | 1          | CT              | 1               | 0               |                    | -                  | -                  |             | -           | -           | 14     | 1      |        |
| 2016-gen. 2017         | Sivasspor              | 1L                     | 11         | 0          | CT              | 7               | 0               |                    | -                  | -                  |             | -           | -           | 18     | 0      |        |
| Totale Sivasspor       | Totale Sivasspor       | Totale Sivasspor       | 24         | 1          |                 | 8               | 0               |                    | -                  | -                  |             | -           | -           | 32     | 1      |        |
| gen.-giu. 2017         | Kayserispor            | SL                     | 14         | 0          | CT              | 2               | 0               |                    | -                  | -                  |             | -           | -           | 16     | 0      |        |
| 2017-2018              | Kayserispor            | SL                     | 4          | 0          | CT              | 5               | 0               |                    | -                  | -                  |             | -           | -           | 9      | 0      |        |
| Totale carriera        | Totale carriera        | Totale carriera        | 157        | 5          |                 | 32              | 3               |                    | 4                  | 0                  |             | -           | -           | 193    | 8      |        |